# نورثروپ ایکس‌پی-۷۹
نورثروپ ایکس‌پی-۷۹ (به انگلیسی: Northrop XP-79) یک هواپیمای ساختِ کارخانهٔ نورثروپ در کشور ایالات متحده آمریکا است. نخستین استفاده‌کنندهٔ این هواپیما نیروی هوایی ارتش ایالات متحده آمریکا بوده‌است. این هواپیما برای نخستین بار در ۱۲ سپتامبر ۱۹۴۵ میلادی مورد استفاده قرار گرفت.